# Hipotalamus
Hipotalamus (od grčke riječi ὑπό, ÿpó: ‘ispod’, y θάλαμος, talamos:  ‘bračna ložnica’, ‘spavaća soba’) je mala moždana struktura što zauzima jedva 1% ukupnog volumena mozga.
Hipotalamus izlučuje niz oslobađajućih hormona ili faktora koji djeluju na izlučivanje odgovarajućih hormona iz prednjeg režnja hipofize.
Taj mali dio nadzire niz životno važnih funkcija: tjelesnu temperaturu, srčano bilo, krvni tlak, hranjenje i pijenje, a uz to upravlja i aktivnošću autonomnog živčanog sustava i (preko hipofize) endokrinog sustava. Također ima važnu ulogu u emocijama i motivaciji. 
Hipotalamus informacije prima izravno iz unutarnje okoline, a na nju izravno i djeluje. I drugi dijelovi mozga sudjeluju u održavaju homeostaze, ali uglavnom neizravno - ili djelujući na hipotalamus ili potičući one oblike ponašanja što utječu na zbivanja u vanjskoj okolini organizma, pa time i na stanje unutar organizma. Npr. kada vam je hladno, uključite grijalicu i tako hipotalamusu pomognete da održi postojanu tjelesnu temperaturu.

## Položaj hipotalamusa
Hipotalamus oblikuje donji dio stijenke III. moždane komore i njeno dno. Naime, lijevi i desni hipotalamus spojeni su na dnu komore, a uz taj dio hipotalamusa pričvšćena je posebnim ljevkastim drškom (infundibulom) hipofiza - glavna endokrina žlijezda, što upravlja radom svih ostalih endokrinih žlijezda. Stoga je hipotalamus jedini dio međumozga vidljiv na bazi mozga, gdje njegov položaj naznačuju tri strukture: chiasma opticum, tuber cinereum i corpora mamillaria. Hipotalamus seže do završne pločice (lamina terminalis), pa do kaudalnog ruba mamilarnih tijela. Tik iza završne pločice je preoptičko područje (regio preoptica), a tik ispred pločice je septalno područje (regio septalis). Znači, hipotalamus se rostralno izravno nastavlja u septalno - preoptičko područje, a kaudalno izravno prelazi u tagmentum mezencefalona. Lateralno od hipotalamusa je subthalamus, a iznad njega je thalamus.
Završni dio postkornisurnog forniksa (columna fornicis) uranja u hipotalamus (pars tecta columnae fornicis) i završava u mamilarnom sklopu jezgara. 
Hipotalamus se dijeli na tri poprečna područja i tri uzdužne zone. Poprečna područja su:
- regio supraoptica (prednji dio hipotalamusa) u kojem su 4 važne jezgre: dvije magnocelularne jezgre što sintetiziraju oksitocin i vazopresin te suprahijazmatsku jezgru i prednju jezgru.
- regio tuberoinfundibularis (srednji dio hipotalamusa) u kojem je većina parvocelularnih neurosekcijskih jezgara (tri glavne su: nucleus infundibularis, nucleus ventromedialis hypothalami, nucleus dorsmedialis hypothalami).
- regio mamillaris (stražnji dio hipotalamusa), u kojem su mamilarni sklop i nucleus posterior hypothalami.

Uzdužne zone su:
- zona periventricularis - vrlo tanki sloj parvocelularnih neurona i raznovrsnih aksona, smještenih tik ispod ependima.
- zona medialis - medijalno, neurosekrecijsko područje hipotalamusa.
- zona lateralis - lateralno ulazno - izlazno područje hipotalamusa, koji sadrži moćni MFB sklop i raštrkane skupine neurona koje oblikuju lateralno polje hipotalamusa.